# コスタリカ時間
コスタリカは現在、中部標準時（CST、UTC-6）を標準時に採用している。夏時間は実施されていない。

## IANAタイムゾーンデータベース
IANAタイムゾーンデータベースには、コスタリカの標準時が1つ含まれている。
| 国コード | 座標        | TZ                 | 注釈 | 協定世界時との差 | 夏時間 | 備考 |
| -------- | ----------- | ------------------ | ---- | ---------------- | ------ | ---- |
| CR       | +0956−08405 | America/Costa_Rica |      | −06:00           | −06:00 |      |